# Paraethecerus sexmaculatus
Paraëthecerus sexmaculatus là một loài tò vò trong họ Ichneumonidae.